# Arthrotus antennalis
Arthrotus antennalis es un coleóptero de la familia Chrysomelidae. Fue descrita científicamente por primera vez en 1932 por Laboissiere.